# Інструменти (Сімак)
«Інструменти» (англ. Tools) — коротка науково-фантастична повість Кліффорда Сімака, вперше опублікована журналом «Astounding Science Fiction» в липні 1942 року.

## Сюжет
Земляни колонізували Венеру і їхня економіка стала залежати від величезних венеріанських покладів радію. «Радій Інк.» керована Р. С. Вебстером стала найбільшим монополістом Сонячної системи.
Ще на початку освоєння, доктор Мастерсон виявив в хмарах радону з радієвих шахт розумне життя. Він розробив електронну «банку», щоб спілкуватись з ним. Частина газу була відокремлена, названа Арчі і поміщена в цей прилад, де підгодовувалась радоном, отримувала знання про людську цивілізацію і піддавалась дослідженню спеціалістів Інституту Сонця вже більше 100 років.
Через сильну радіацію в шахтах почали використовувати механізми керовані іншими хмарками радону в подібних «банках».
Одного разу Арчі налякав Харві Буна — свого чергового дослідника, і змусив того розбити «банку», радіоактивність газу вбила його, а Арчі втік зі станції і змішався з атмосферним радоном.
Джон Гарісон — керівник станції, зв'язався з Р. С. Вебстером, щоб попередити, що хоча Арчі повернувся, тепер весь радон має накопичені ним знання і його небезпечно використовувати в механізмах.
Але Вебстер наполіг продовжувати роботи. Через пару днів вся техніка під контролем радону зникла. Тоді Вебстер надіслав їм транспортники з каторжниками і наглядачами.
Арчі це обурило і він оголосив ультиматум керівнику наглядачів Стрітеру: люди мають за годину покинути Венеру, в іншому разі він почне використовувати поцуплену вибухівку.
Гарісон відрадив Стрітера воювати з Арчі, оскільки той залишатиметься живим допоки на Венері буде радій.
Арчі розповів своєму другові доктору Стілу, що живучи мільйони років він розвивав тільки свій мозок, оскільки не мав ні потреби ні можливості впливати на матеріальне життя.
Тепер стикнувшись з розвиненою матеріальною цивілізацією землян, він, виходячи зі своєї філософії, зацікавився планом вдосконалення для них.
Доктор Стіл погодився з його планом. Щоб людство могло здійснити своє призначення, йому потрібен лідер, який позбавить його від жадібних і жорстоких корпорацій таких як «Радій Інк.».
Арчі розраховував схилити людство до свого плану в обмін на доступ до венеріанського радію.
Доктор Стіл відмовився евакуюватись, оскільки знайшов і сховав від наступного дослідника щоденники Харві Буна, де той здогадався, як взяти під контроль Арчі.
І тепер ці знання були єдиною потенційною загрозою для плану Арчі. Доктор розмахнувся і розбив «банку».